# Jan Mathias Goossens
Jan Mathias Goossens (Deurne, 25 april 1887 - Mill, 1 mei 1970) was een Nederlands politicus.
Als 17-jarige keerde hij in 1904 vanuit Sint-Michielsgestel, waar hij waarschijnlijk enige jaren de priesteropleiding volgde, terug naar Deurne. Hij begon zijn carrière in 1910 als volontair op de secretarie van Deurne en ontving voor zijn schrijfwerk een salaris van 200 gulden per jaar. Later werd hij gemeentesecretaris van de gemeente Deurne en Liessel. Op 3 april 1925 kreeg hij er eervol ontslag en op 1 mei van dat jaar werd hij benoemd tot burgemeester van de toenmalige gemeente Oploo, St. Anthonis en Ledeacker. Op 30 april 1925 was hij in de gemeente Oploo komen wonen. Goossens bekleedde deze positie tot 1952.
In Sint Anthonis is er een straat naar hem vernoemd: De Burgemeester Goossensstraat.
Op 18 mei 1915 trouwde Goossens in Deurne met Martha Maria van de Mortel (1888-1968).